# Юнсон, Эйвинд
Эйвинд Улуф Вернер Юнсон (швед. Eyvind Olov Verner Johnson; 29 июля 1900 — 25 августа 1976) — шведский писатель и публицист. Лауреат Нобелевской премии по литературе 1974 года «За повествовательное искусство, прозревающее пространство и время и служащее свободе».

## Жизнеописание

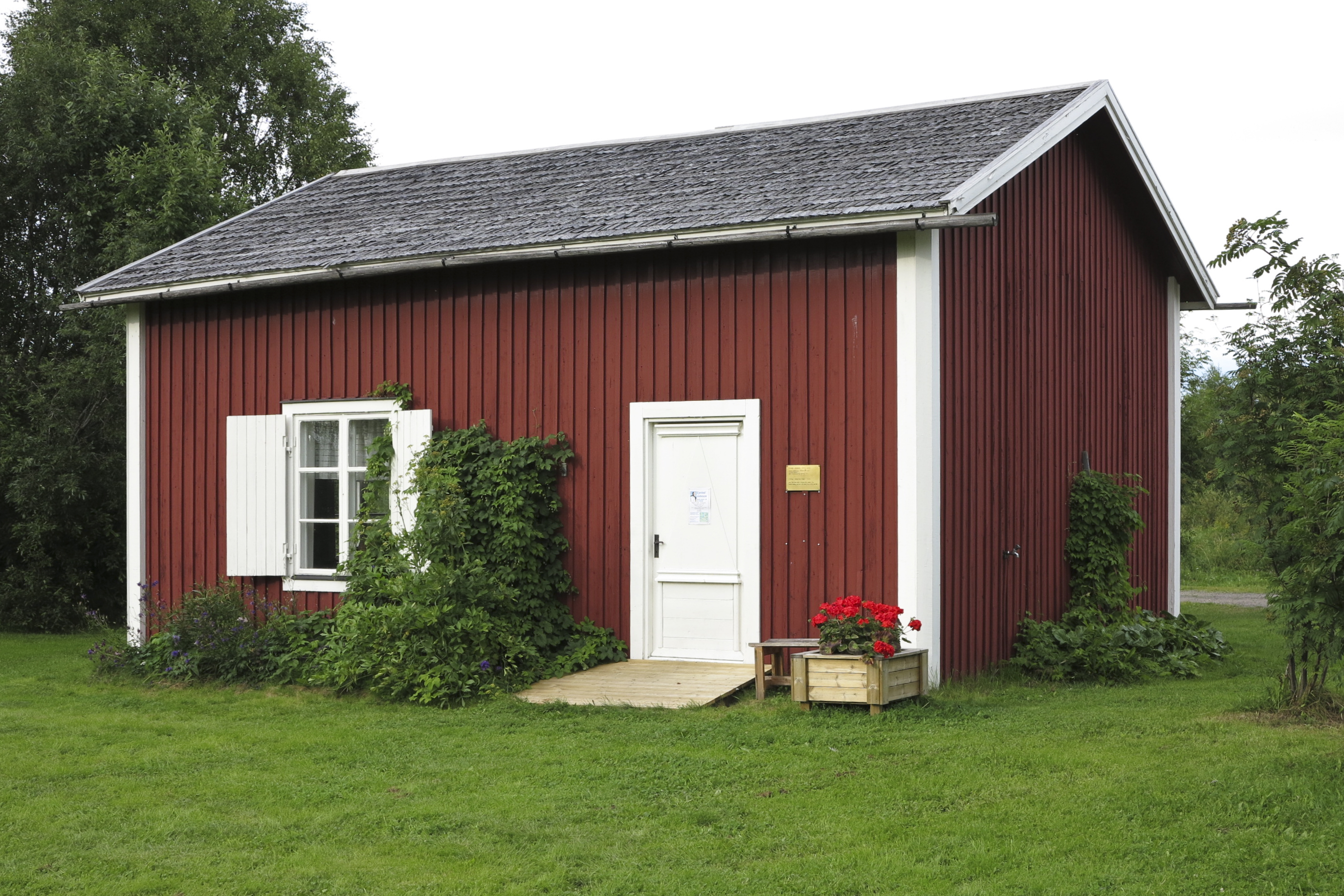
Дом, в котором родился писатель.

Родился в селе Свартбьёрнсбюн (швед. Svartbjörnsbyn ), неподалёку от города Буден в лене Норрботтен. В семье было шесть детей. Работавший каменщиком отец заболел силикозом, и четырёхлетнему Эйвинду пришлось воспитываться у бездетных дяди и тети до 14 лет. Начав самостоятельную жизнь, юноша с 1915 по 1919 сменил несколько профессий. Переехав в Стокгольм, устроился работать на завод Эрикссона. В то же время агитировал за социализм и писал статьи для левой прессы. В 1920 году произошла забастовка, и Юнсон попробовал зарабатывать на жизнь изящной словесностью. Результаты были неутешительны, но вместе с другими литераторами он основал журнал «Наша современность» (швед. Vår Nutid), который напечатали в шести номерах. Затем он стал членом Общества писателей будущего, которые называли себя «Зелёные» (швед. De Gröna).
С осени 1920 по осень 1921 вместе с двумя-тремя друзьями он косил сено и заготовлял лес на маленькой ферме в Уппланде, где было свободное время читать и писать.
Осенью 1921 года Юнсон посетил Берлин, а через несколько месяцев — Париж. Там писал для шведских газет, был рабочим и мойщиком посуды в большом отеле возле Северного вокзала в Париже. Снова перебрался в Берлин, где жил до осени 1923 года, а затем вернулся в Швецию.
Первую книгу — сборник рассказов «Четверо чужеземцев», опубликовали осенью 1924 года. После зимней поездки на север Швеции Юнсон написал вторую книгу, которую опубликовал осенью 1925 года. В это время он снова находился во Франции, где прожил следующие пять лет. В 1927 Юнсон женился на Осе Кристофферсен. Их сын родился в Туре в 1928 году. В 1930 году семья вернулась на родину.
Его первые три романа «Тиманы и справедливость» («Timans och rättfärdigheten», 1925), «Город во тьме» («Stad i mörker», 1927) и «Город в свете» («Stad i ljus», 1928) во многом подражательны по стилю и содержанию. Чувствуется влияние новых идей и стилевых находок Андре Жида, Марселя Пруста, Джеймса Джойса, Зигмунда Фрейда и Анри Бергсона.
В 1936 году умерла жена Юнсона, и через два года он женится на Силле Франкенгойзер, писательнице и переводчице, от которой имел троих детей. В результате супружеского профессионального сотрудничества появились шведские переводы произведений Камю, Франса, Сартра, Ионеско, а также датских, немецких и английских писателей.
В 1938 году Юнсон издал книгу «Ночное учение» («Nattövning») в которой подверг критике нацизм. В годы Второй мировой войны он совместно с Вилли Брандтом издавал газету норвежского Сопротивления «Рукопожатие» (швед. Håndslag). В 1941—1943 годах Юнсон писал трилогию «Крилон. Роман о возможном» (швед. Krilontrilogin), посвященный аллегорической борьбе со злом.

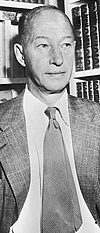
Эйвинд Юнсон

После войны писатель стал в резкую оппозицию сталинскому режиму. В 1946 году он издал роман «Прибой» («Strändernas svall»), известный в английском переводе как «Возвращение в Итаку: Пересказ „Одиссеи“ как современного романа» (англ. Return to Ithaca: The Odyssey Retold as a Modern Novel). Юнсон использовал поэму Гомера для оценки проблем XX века. Этот роман считают величайшим произведением Юнсона.
Став представителем Швеции в ЮНЕСКО, в конце 1940-х годов Юнсон путешествовал по Европе. 1949 году написал роман «Мечты о розах и пламени» («Drömmar om rosor och eld», 1949), в котором рассказал о суде над ведьмами в Лудене во Франции XVII века (этот сюжет использовал также Кшиштоф Пендерецкий в опере «Дьяволы из Лудена»).
В 1953 году Юнсон получил почётную степень доктора Гётеборгского университета. После выхода в свет романа «Тучи над Метапонтом» («Molnen over Metapontion», 1957) по мотивам «Анабасиса Кира» Ксенофонта Юнсон был избран членом Шведской академии. Роман «Эпоха его величества» (швед. Hans Nådes tid, 1960) о восприятии тоталитаризма жителями страны, которую завоевал Карл Великий, принес Юнсону литературную премию Северного совета в 1962 году.
В произведении «Роман о заключенных» («Några steg mot tystnaden», 1973), автор провел параллель между варварскими обычаями старины и теми, что приняты в якобы цивилизованном XX столетии.
В 1974 году Юнсон стал лауреатом Нобелевской премии по литературе «За повествовательное искусство, прозревающее пространство и время и служащее свободе». Эту награду он разделил со своим соотечественником Харри Мартинсоном. Такое решение было принято после острого спора членов Нобелевского комитета. Тогда же лауреатами могли стать Владимир Набоков, Сол Беллоу и Грэм Грин.
Эйвинд Юнсон умер в Стокгольме в возрасте 76 лет.

## Произведения
Из 46 написанных им книг 30 были романами.
- De fyra främlingarna (1924) — «Четверо чужеземцев»
- Timans och rättfärdigheten (1925) — «Тиманы и справедливость»
- Stad i mörker (1927) — «Город во тьме»
- Stad i ljus (1928) — «Город в свете»
- Minnas (1928) — «Воспоминания»
- Kommentar till ett stjärnfall (1929) — «Комментарии к падению звезды»
- Avsked till Hamlet (1930) — «Прощание с Гамлетом»
- Natten är här (1932) — «Наступила ночь»
- Bobinack (1932) — «Бобинак»
- Regn i gryningen (1933) — «Дождь на рассвете»
- Än en gång, Kapten! (1934) — «Еще раз, капитан!»
- Romanen om Olof: — Цикл романов об Улуфе

1. Nu var det 1914 (1934) — «Это было в 1914-м»
2. Här har du ditt liv! (1935) — «Вот она, твоя жизнь!»
3. Se dig inte om!(1936) — «Не оглядывайся!»
4. Slutspel i ungdomen (1937) — «Эндшпиль смолоду»

- Nattövning (1938) — «Ночное учение»
- Den trygga världen (1940) — «Надежный мир»
- Soldatens återkomst (1940) — «Возвращение солдата»
- Krilonromanen: — «Крилон. Роман о возможном»:

1. Grupp Krilon (1941) — «Группа Крилона»
2. Krilons resa (1942) — «Путешествие Крилона»
3. Krilon själv (1943) — «Крилон собственной персоной»

- Sju liv (1944) — «Семь жизней»
- Strändernas svall (1946, för teater 1948) — «Прибой»
- Dagbok från Schweiz (1949) — «Дневник из Швейцарии»
- Drömmar om rosor och eld (1949) — «Мечты о розах и пламени»
- Lägg undan solen (1951) — «Отодвинь солнце»
- Romantisk berättelse (1953) — «Романтическое повествование»
- Tidens gång (1955) — «Течение времени»
- Vinterresa i Norrbotten (1955) — «Зимняя прогулка в Норрботтене»
- Molnen över Metapontion (1957) — «Тучи над Метапонтом»
- Vägar över Metaponto — en resedagbok (1959) — «Пути через Метапонт — дорожные записки»
- Hans Nådes tid (1960) (ingår i Världsbiblioteket) — «Эпоха его величества» (этот роман отнесён ко «Всемирной библиотеке» — списку ста лучших произведений мировой литературы, которые определяет голосование экспертов из нескольких учреждений, в том числе Шведской академии, книготорговцев, библиотекарей и просто читателей)
- Spår förbi Kolonos — en berättelse (1961) — «Следует мимо Колонна — рассказ»
- Livsdagen lång (1964) — «Течение жизни»
- Stunder, vågor — anteckningar, berättelser (1965) — «Часы, волны — записки, рассказы»
- Favel ensam (1968) — «Фавель в одиночестве»
- Resa i hösten 1921 (1973) — «Путешествие осенью 1921-го»
- Några steg mot tystnaden (1973) — «Несколько шагов навстречу тишине» («Роман о заключенных»)

## Издания на русском
Эйвинда Юнсона сравнительно мало переводили. Помимо изданий на русском языке, известно восемь его произведений на немецком, четыре — на английском, одно — на венгерском и одно — на украинском.
- Зимняя игра. М.: Известия, 1986 г. Серия: Библиотека журнала «Иностранная литература»
- Избранное. М.: Радуга, 1988 г. ISBN 5-05-002287-8
- Прибой и берега. М.: Вагриус, 1995 г. Серия: Архив Вагриус. ISBN 5-7027-0171-2
- Прибой и берега. М.: Вагриус, 1997 г. Серия: Современная проза. ISBN 5-7027-0502-5

## Награды и отличия
- 1936 — Большая премия Девяти
- 1944 — Премия Сикстена Хеймана
- 1951 — Премия Доблоуга
- 1953 — Почетный докторат Гётеборгского университета
- 1956 — Большая поощрительная литературная премия
- 1958 — Премия BMF
- 1960 — Премия Доблоуга
- 1962 — Литературная премия Северного Совета
- 1967 — Övralidspriset
- 1974 — Нобелевская премия по литературе
- 1974 — Большая поощрительная литературная премия за роман